# شیودایال سینگ
سیت شیودایال سینگ که همچنین با عنوان سوامی جی  یا سوآمی جی نیز شناخته می‌شود، مؤسس مکتب رادها سوامی بود.

## زندگی‌نامه
شیودایال سینگ در  ۲۵ اوت ۱۸۱۸ در  شهر آگرا ایالت اوتار پرادش هند متولد شد. او در سن ۵ سالگی به مدرسه فرستاده شد جائیکه هندو، اردو و فارسی و گورموخی را آموخت. همچنین دانش کار عربی و سانسکریت را فراگرفت. قرائت متون سیک شرطی  اعتقادی در خانواده اش بود. پدرش، سردار دیلوالی سینگ سیتی یک ساهیج دری ختری سیک متعلق به سیستم فکری گورو نانک پانتیس بود. خانواده اش شامل پدر، مادر و نامادری، خواهر و همسرش رادها جی نارینی دیوی پیروان پارام سانت تولسی صاحیب از هاتراس هند بودند. سانت تولسی صاحیب جی او را در سن ۶ سالگی متشرف کرد.

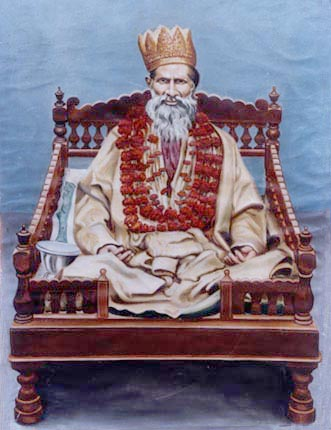

در سنین پایین با ناراینی دیوی دختر عزت رائی از فرید آباد ازدواج کرد. همسرش بخاطر خوی بخشنده اش بسیار معروف بود و تعلق خاطر بسیاری به او داشت.  شیو دایال جی مستقیم از مدرسه برای فعالیت به عنوان کارشناس فارسی برای اداره دولتی در باندا انتخاب شد. از آنجا که این کار برای او مناسب نبود، او این کار را رها کرد و شغل دیگری را به عنوان معلم زبان فارسی  و تعلقداری از املاک بالابگار را برگزید. هرچند، خواهش‌های معنوی اش آنقدر شدید بود که تعلقات دنیوی به مدت زیادی او را جذب نکرد و حتی با اینکه کاری سوداور بودند آن را ترک کرد. او به خانه برگشت و تمام زمانش را به ممارست معنوی اختصاص داد.
بعد از مرگ توسلی صاحیب  سورات شابد یوگا  را برای ۱۵ سال تقریباً در انزوای کامل در اتاقی درون یک اتاق تمرین کرد. او شروع به برگزاری سات سانگ به‌طور عمومی در واسانت پانچامی(فستیوالی بهاری) در ۱۸۶۱ کرد. این برنامه برای ۱۷ سال ادامه یافت. 
او اولین سات گورو به جهت بکارگیری اسم رادها سوامی برای وجود اعظم در تعالیمش بود. سوامی جی در اصل برای وجود اعظم به نام‌های "سات نام" و  "آنامی" رجوع می‌کند. این جنبش به عنوان رادها سوامی بعد از اینکه رائی سالیگرام به عنوان شاگرد نزد او آمد، شناخته می‌شود،(رادها به معنی روح و سوآمی به معنی خداوندگار، بنابراین خداوندگار روح معنای رادها سوامی است.). این سیستم یوگایی که توسط سوامی جی تعلیم داده می‌شود به عنوان سورات شابد یوگا شناخته می‌شود.
سوامی جی راز بهشتی و حقیقت "کلمه" را توصیف کرده‌است.
(ترکیب‌های شاعرانه اش(bani) و گفته‌هایش از سات سانگ در دو کتاب بعد از مرگش منتشر شده‌است. هر دو ساربچان یا سارواچان(به معنی بیاناتی ذاتی) نامیده می‌شوند:
- سار واچان وارتیک (سارباچان به نثر)
- سارواچان چاند باند (سارباچان به نظم)

سارواچان وارتیک دو بخش است: بخش اول مقدمه ایی نوشته شده توسط رائی سالیگرام و بخش دوم یادداشت‌های گرفته شده از مباحثی از سوامی جی ماهاراج که در سات سانگ تا ۱۸۷۸ ارائه شده‌است. آن‌ها تعالیم مهمی از این آیین را پوشش می دهند. اشعارش در "سارواچان چند بند" مملو از خواهش‌های عاطفی هستند- ترکیب موفقی از بیانات شاعرانه مشهور از زبان‌های مختلفی از شمال هند همچون خاری بولی(Khari-Boli)، آوادهی(Awadhi)، بریجبهاشا (Brijbhasha)، راجاستانی (Rajasthani) و گورموخی (Gurumukhi) هستند.
شیودایال سینگ در ۱۵ ژوئن ۱۸۷۸ در آگرا درگذشت.